# درکاس کاکرن
دُرکاس کاکرن (انگلیسی: Dorcas Cochran؛ ۱۹۰۳ – ۶ ژوئیه ۱۹۹۱) فیلم‌نامه‌نویس و ترانه‌سرا اهل ایالات متحده آمریکا بود.
از فیلم‌ها یا مجموعه‌های تلویزیونی که وی در آن‌ها نقش داشته است، می‌توان به بچه سینسیناتی اشاره نمود.